# STS-113

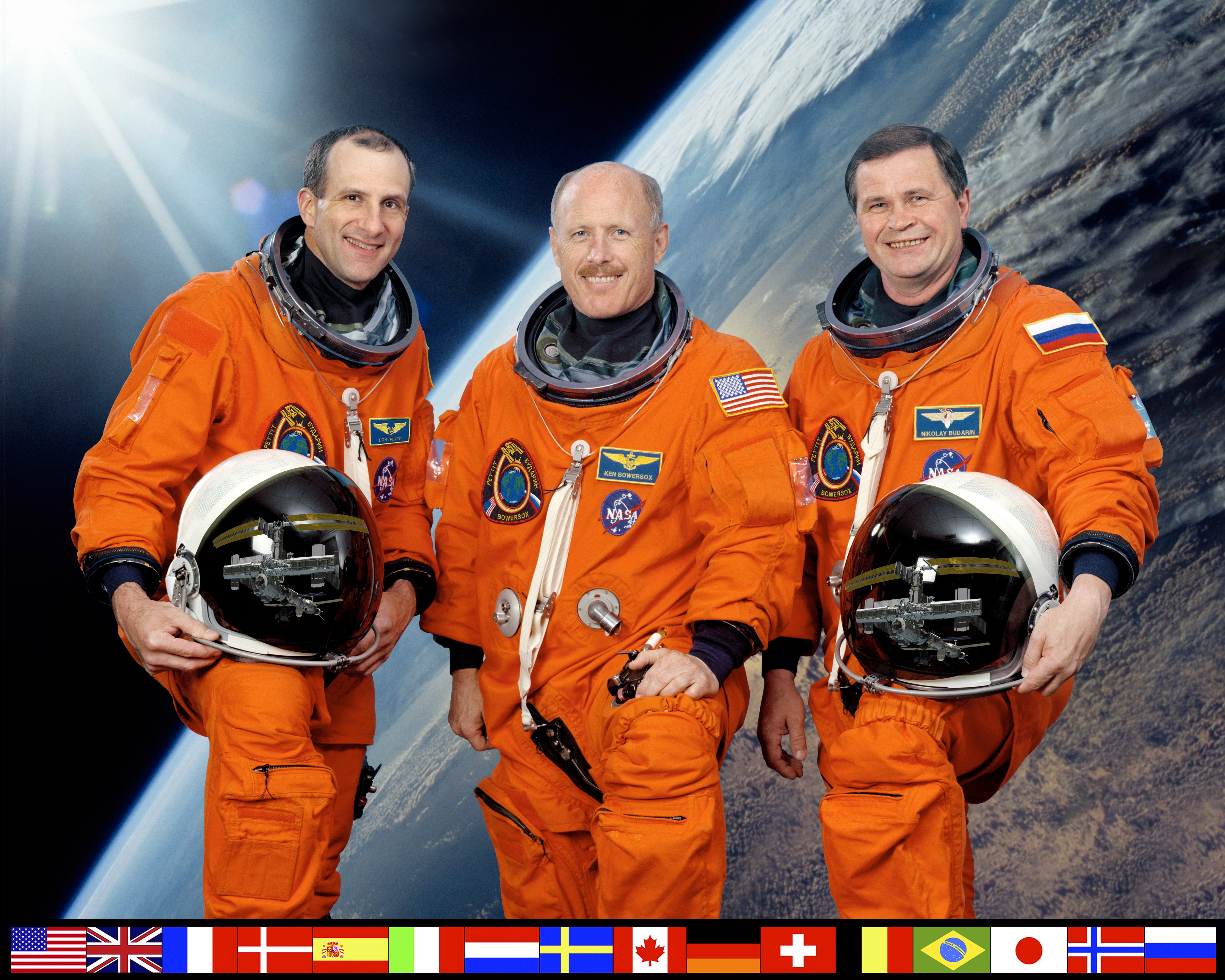
出発するExpedition 6の乗組員

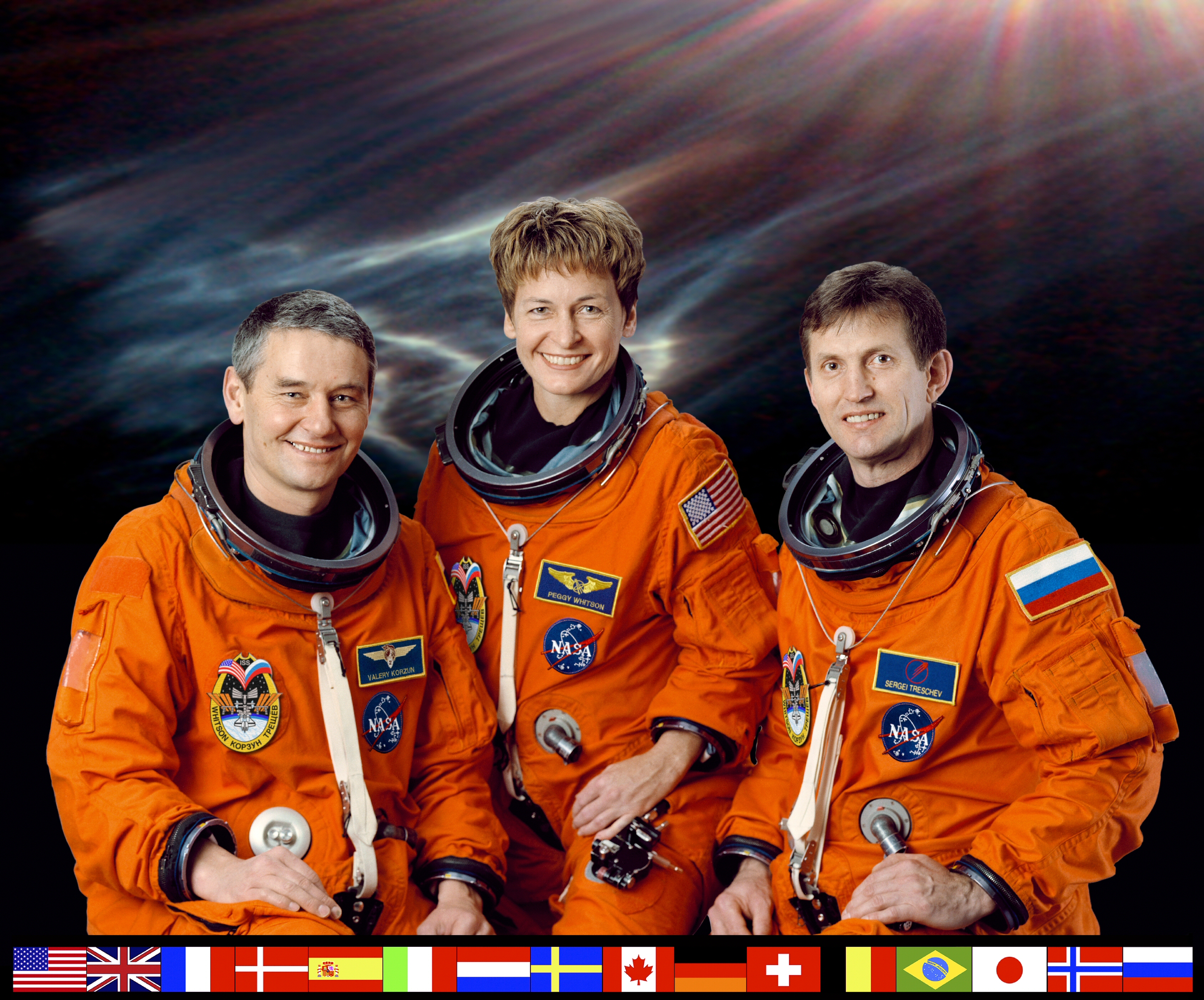
帰還したExpedition 5の乗組員

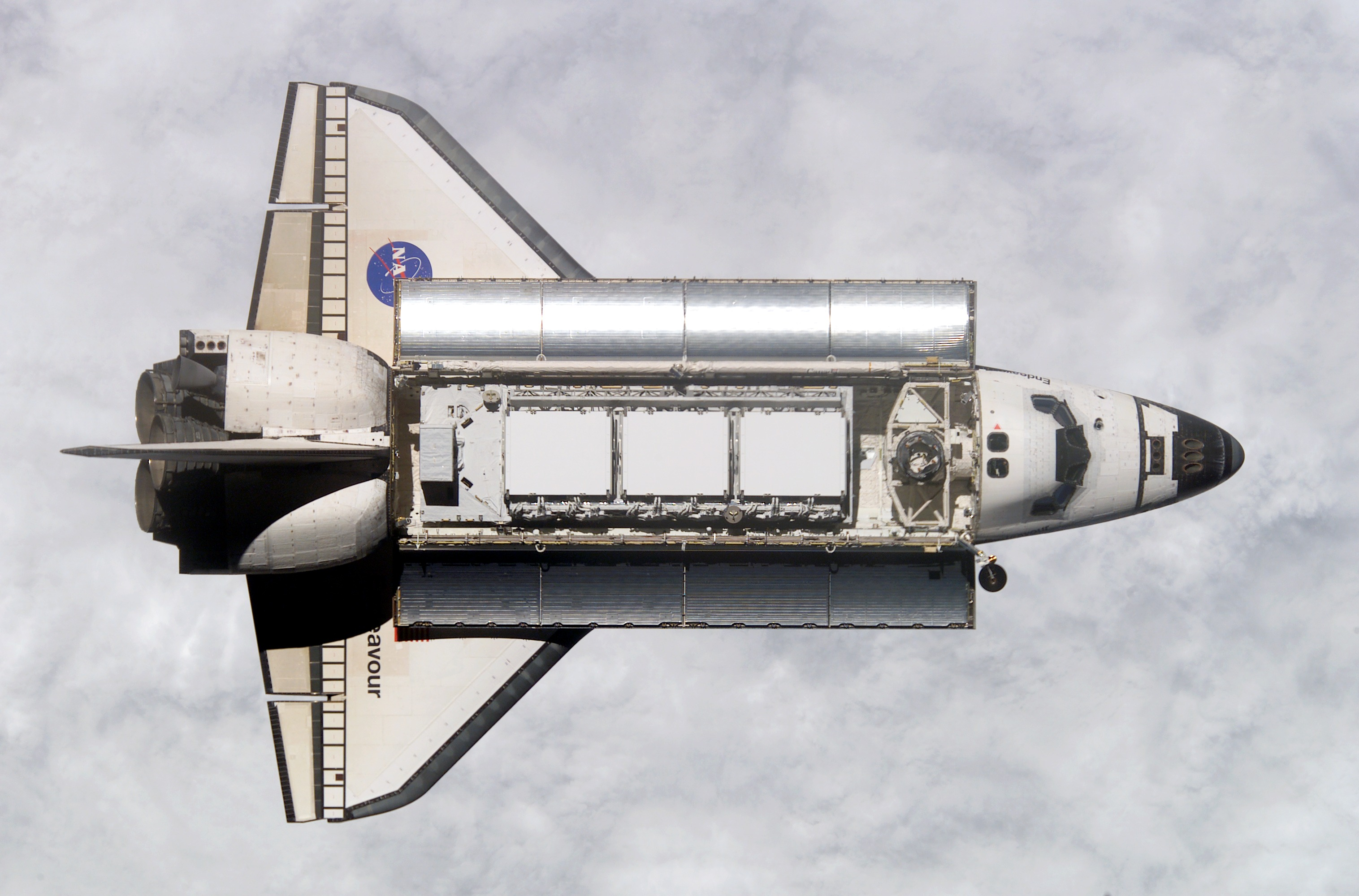
P1トラスを運ぶエンデバー

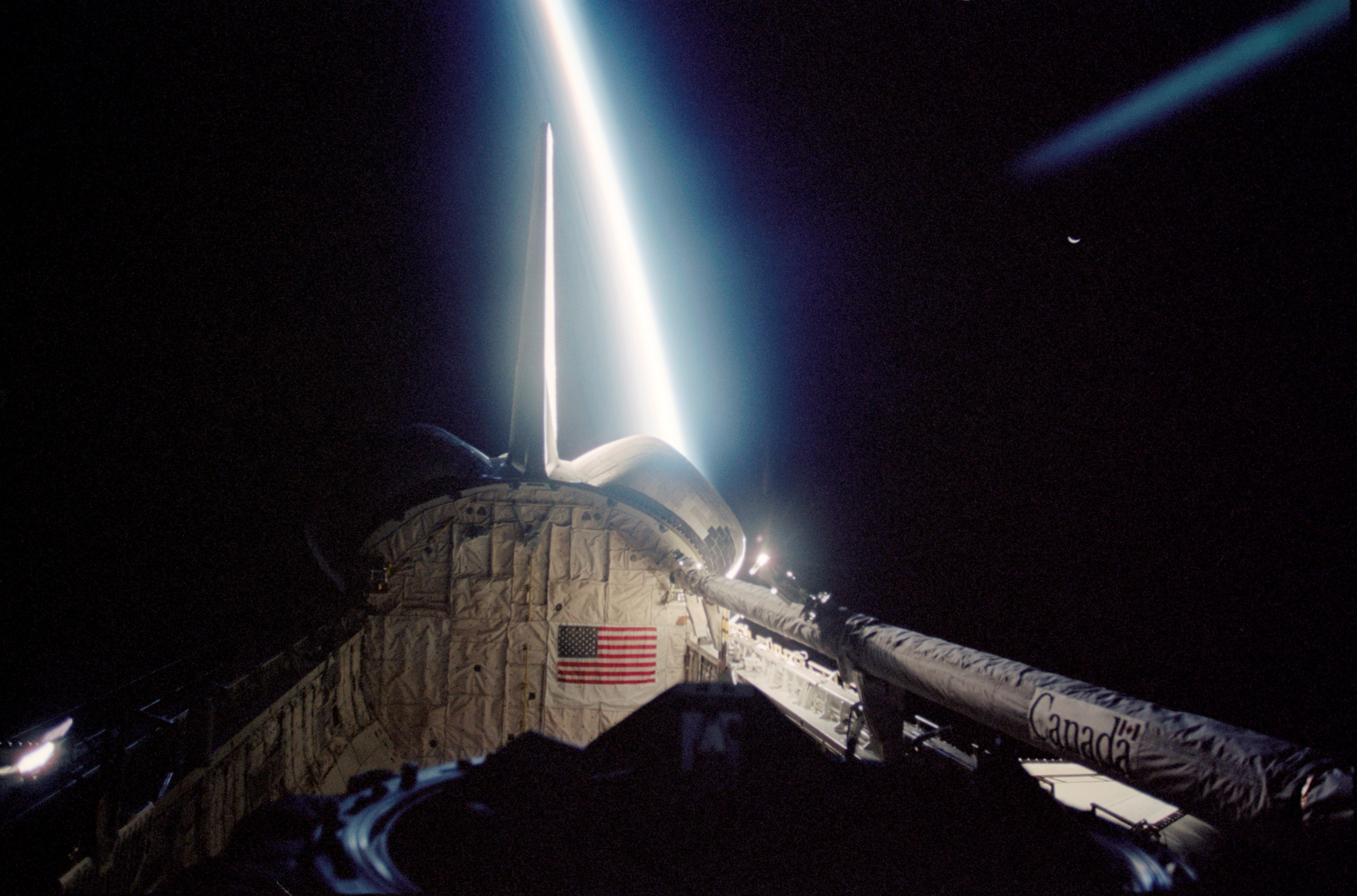
STS-113のフライト時にエンデバーから見えた地球の地平線

STS-113は、スペースシャトルエンデバーと国際宇宙ステーション（ISS）で行われたミッションである。
2002年末に14日間かけて行われたミッションで、エンデバーの乗組員はISSの骨組みであるP1トラスを伸長する作業と、Expedition 5とExpedition 6の乗組員の交代を行った。船長のJim Wetherbeeの指揮とパイロットのPaul Lockhartの操縦で、エンデバーは11月25日にISSにドッキングし、7日間で荷物や設備を運び込んだ。
これが、2007年に全面的な整備を行う前のエンデバーの最後の飛行となった。またコロンビア号空中分解事故が起こる前の最後のスペースシャトルの飛行でもある。

## パラメータ
- 重量
  - 離陸時のオービター 116,460 kg
  - 着陸時のオービター 91,498 kg
  - ペイロード 12,477 kg
- 近地点 379 km
- 遠地点 397 km
- 軌道傾斜角 51.6°
- 軌道周期 92.3分

### ISSとのドッキング
- 結合 2002年11月25日 21:59:00 UTC
- 分離 2002年12月2日 20:50:00 UTC
- 期間 6日22時間51分00秒

## 乗組員
- ジェームズ・ウェザービー (6), 船長
- ポール・ロックハート (2), パイロット
- マイケル・ロペス＝アレグリア (3), ミッションスペシャリスト
- ジョン・ヘリントン (1), ミッションスペシャリスト

### 第6次長期滞在乗組員
- ケネス・バウアーソックス (5), ISS船長
- ニコライ・ブダーリン (3), ISSフライトエンジニア - ロシア連邦宇宙局
- ドナルド・ペティ (1), ISSフライトエンジニア

### 第5次長期滞在乗組員
- ワレリー・コルズン (2), ISS船長 - ロシア連邦宇宙局
- ペギー・ウィットソン (1), ISSフライトエンジニア
- セルゲイ・トレシェフ (1), ISSフライトエンジニア - ロシア連邦宇宙局

かっこ内の数字は、今回を含めたフライト経験数。

## ミッションハイライト
STS-113の主目的は、ISSの強度を増進させる部品であるP1トラスを運んで接続することであった。P1トラスを稼動させるためミッションスペシャリストのJohn B. HerringtonとMichael Lopez-Alegriaは3度の宇宙遊泳を行った。今回の飛行で1969kgの部材がシャトルからISSへ運ばれた。
STS-113によって、Expedition 6の乗組員は4ヶ月間宇宙に滞在した。またExpedition 5の乗組員は185日間の滞在を終え、地球に帰還した。
STS-113は、エンデバーが12月7日にケネディ宇宙センターに戻ってきた時点で終了した。これはエンデバーにとって19回目の、スペースシャトル全体にとって112回目の飛行であり、16回目の国際宇宙ステーションでのミッションだった。着陸を試みてから4日目にやっと着陸ができたのは、初のことであった。
STS-113によって、MEMSが初めて宇宙に持ち出された。このペイロードは15mの長さの綱で2つの小型衛星とつながっている。
STS-113はコロンビア号空中分解事故（SST-107）が起こる前の最後に成功したミッションである。Christopher Loriaは本来このミッションでパイロットを務める予定だったが怪我によりPaul S. Lockhartに変更になった。

## 船外活動
|     | ミッション    | 人物                                  | 開始時間（UTC）      | 終了時間（UTC）      | 期間      | ミッション                     |
| --- | ------------- | ------------------------------------- | -------------------- | -------------------- | --------- | ------------------------------ |
| 47. | STS-113 EVA 1 | Michael Lopez-Alegria John Herrington | 2002年11月26日 19:49 | 2002年11月27日 02:34 | 6時間45分 | P1トラスの導入                 |
| 48. | STS-113 EVA 2 | Michael Lopez-Alegria John Herrington | 2002年11月28日 18:36 | 2002年11月29日 00:46 | 6時間10分 | テレビカメラの導入             |
| 49. | STS-113 EVA 3 | Michael Lopez-Alegria John Herrington | 2002年11月30日 19:25 | 2002年12月1日 02:25  | 7時間00分 | モバイルトランスポーターの確認 |